# هانس یورگن کرومنوف
هانس یورگن کرومنوف (انگلیسی: Hans-Jürgen Krumnow; ۱۷ فوریهٔ ۱۹۴۳ – ۱۱ ژوئیهٔ ۲۰۱۵) بازیکن فوتبال اهل آلمان بود.
از باشگاه‌هایی که در آن بازی کرده‌است می‌توان به باشگاه فوتبال هرتابرلین و باشگاه فوتبال بلاو-وایس ۹۰ برلین اشاره کرد.